# العشوش
موقع العشوش يعتبر أحد المواقع الآثرية الهامة في إمارة دبي، وهي مستوطنة من الألفية الثالثة قبل الميلاد تقع على بعد 70 كم جنوب دبي في الإمارات العربية المتحدة. وهي مثال نادر على الاستيطان البشري في الربع الخالي في فترة أم النار. يعتقد علماء الآثار أن العشوش كانت مستوطنة موسمية يشغلها مجتمع الصيادون / الرعاة، يحتمل على الأرجح أن السكان شيدوا هياكل من المواد القابلة للتلف، خلال النصف الثاني من الألفية الثالثة قبل الميلاد (2500-2000 قبل الميلاد). يُعتقد أن منسوب المياه الجوفية كان عالي، مما تدعم الاستيطان الداخلي في ما هو الآن موقع سهل وقاحل  مع مياه مسوسة معتدلة. كانت تُصنع الأدوات الحجرية في الموقع.

### أهم المكتشفات
أدت أعمال التنقيب إلى اكتشاف العديد من البقايا الأثرية، من بينها أفران للطهي مختلفة الأحجام مبنية من الحجر وملتصقة مع بعضها ومبطنة بالطين، كما تم العثور على رؤوس سهام دقيقة مصنوعة من حجر الصوان، وكذلك بقايا أواني مصنوعة من الحجر اللين وأدوات للاستخدام اليومي مصنوعة من الحجر، بالإضافة إلى ختم يعتبر من أقدم الأختام المكتشفة، ومجموعة كبير من عظام الحيوانات.

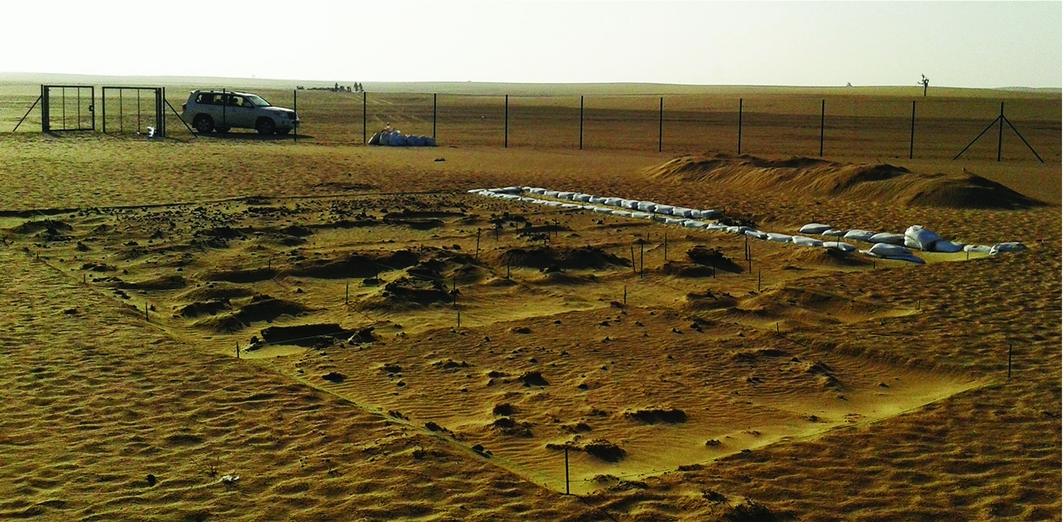